# الیوتول
الیوتول (به انگلیسی: Olivetol) یک ترکیب شیمیایی با شناسه پاب‌کم ۱۰۳۷۷ است. 